# Cremnops fuscipennis
Cremnops fuscipennis är en stekelart som först beskrevs av Brulle 1846.  Cremnops fuscipennis ingår i släktet Cremnops och familjen bracksteklar. Inga underarter finns listade i Catalogue of Life.